# Сихоро
Сихоро (яп. 士幌町 Сихоро-тё:) — посёлок в Японии, находящийся в уезде Като округа Токати губернаторства Хоккайдо. Площадь посёлка составляет 259,13 км², население — 6398 человек (30 июня 2014), плотность населения — 24,69 чел./км².

## Географическое положение
Посёлок расположен на острове Хоккайдо в губернаторстве Хоккайдо. С ним граничат посёлки Сикаои, Отофуке, Икеда, Хомбецу, Камисихоро.

## Население
Население посёлка составляет 6398 человек (30 июня 2014), а плотность — 24,69 чел./км². Изменение численности населения с 1980 по 2005 годы:
| 1980 | 6979 чел. |  |
| 1985 | 7044 чел. |  |
| 1990 | 7149 чел. |  |
| 1995 | 7010 чел. |  |
| 2000 | 6839 чел. |  |
| 2005 | 6755 чел. |  |

## Символика
Деревом посёлка считается дуб зубчатый, цветком — ландыш, птицей — обыкновенная кукушка.